# Nieuwer-Amstel

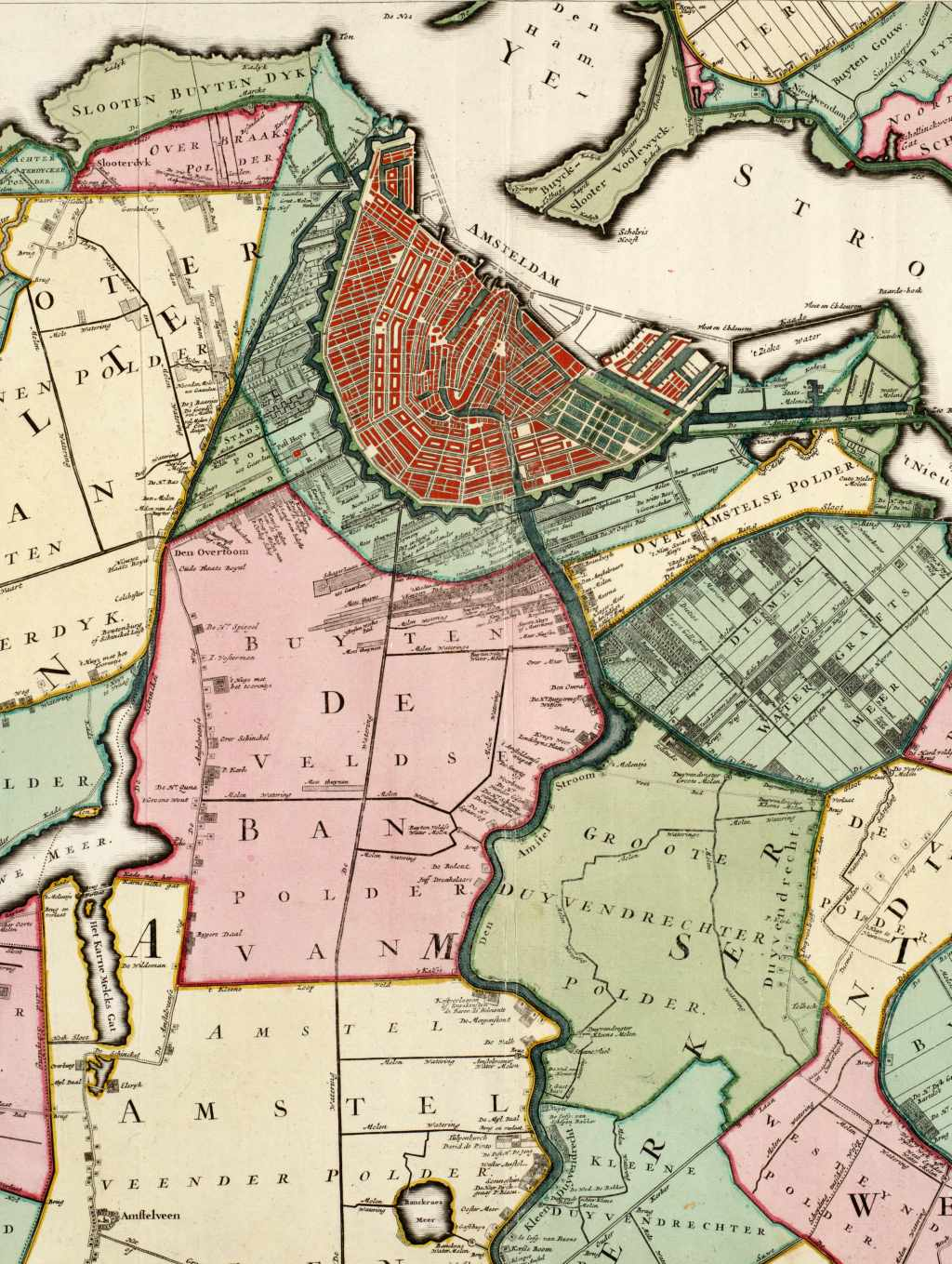
Polders in Nieuwer-Amstel.

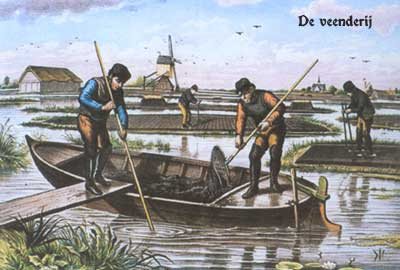
Veentrekken met de baggerbeugel, zoals dat eeuwenlang in Nieuwer-Amstel werd gedaan in het kader van de turfwinning.

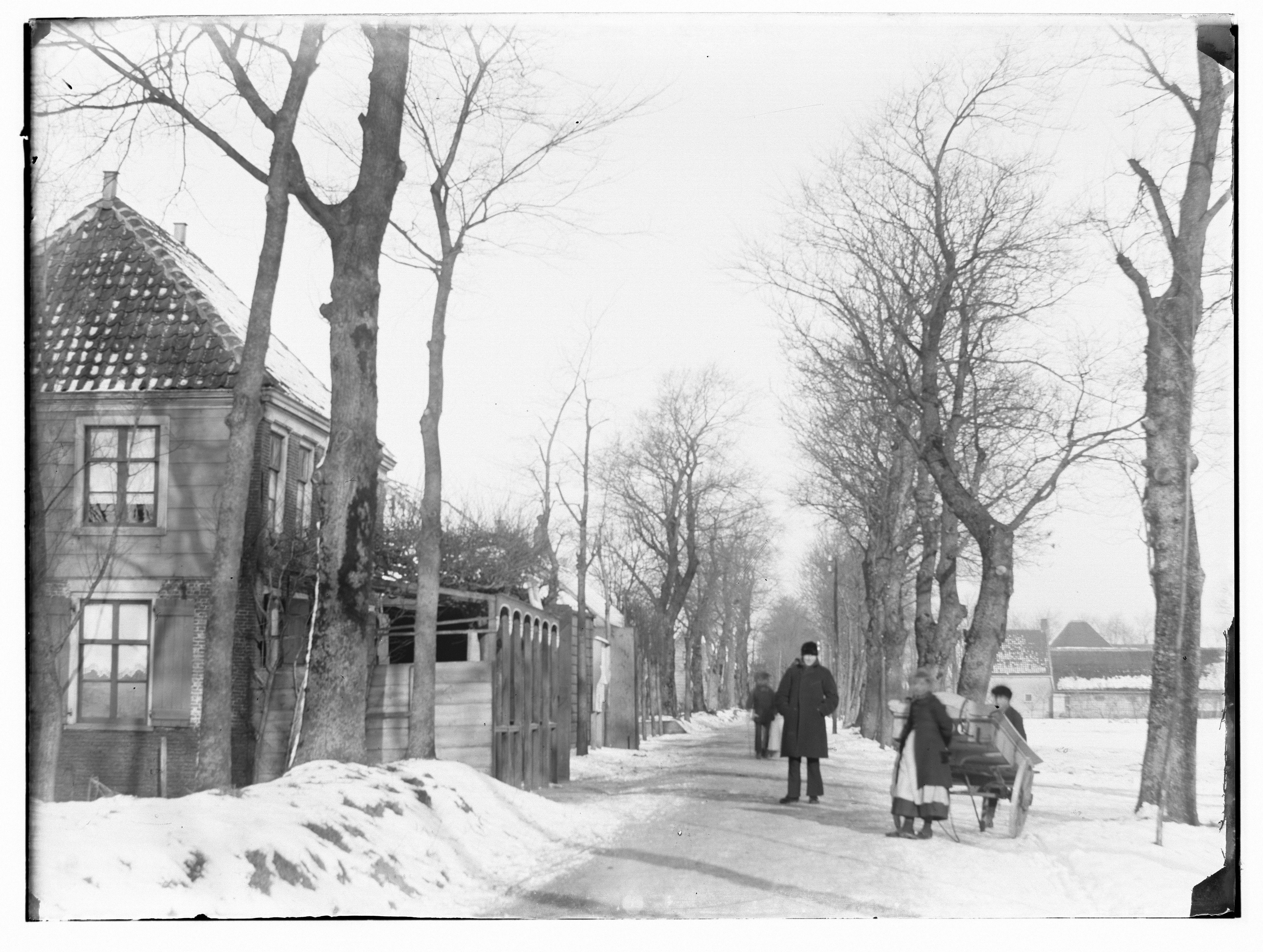
De Amstelveenseweg ter hoogte van de Kalfjeslaan; 1891.

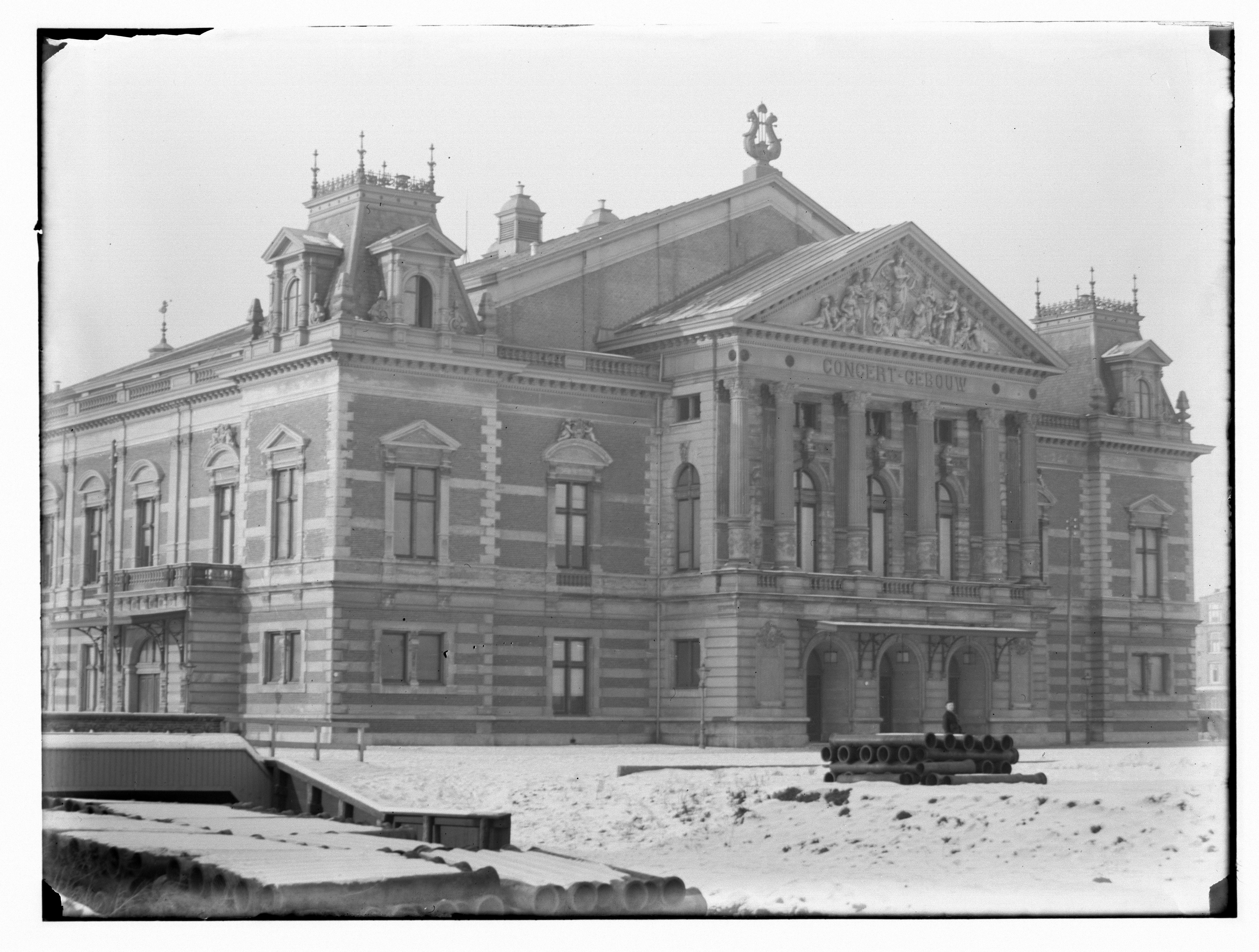
Het Concertgebouw, in 1888 gebouwd op grondgebied van Nieuwer-Amstel; 1891.

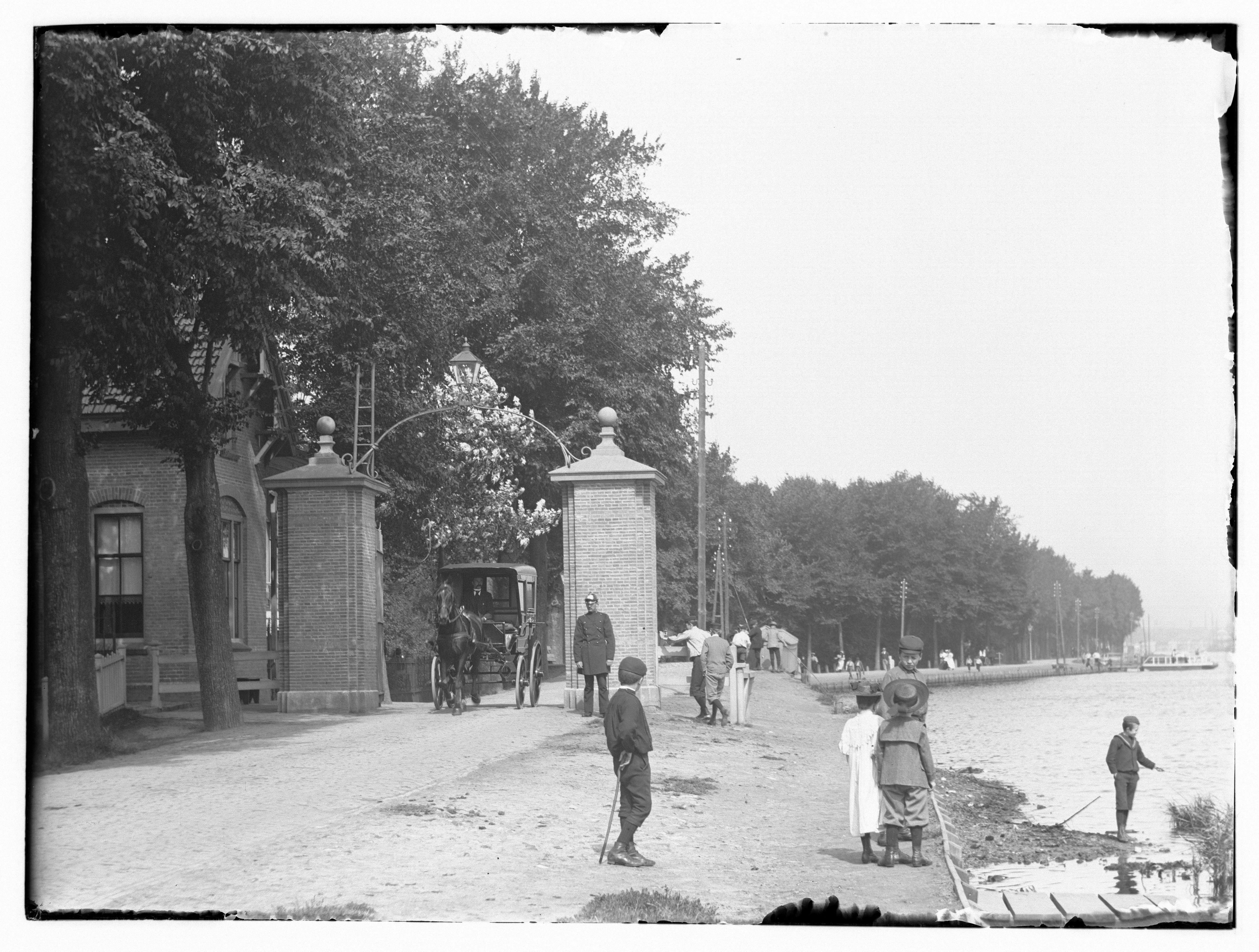
Tolhek aan de Amsteldijk; 1896.

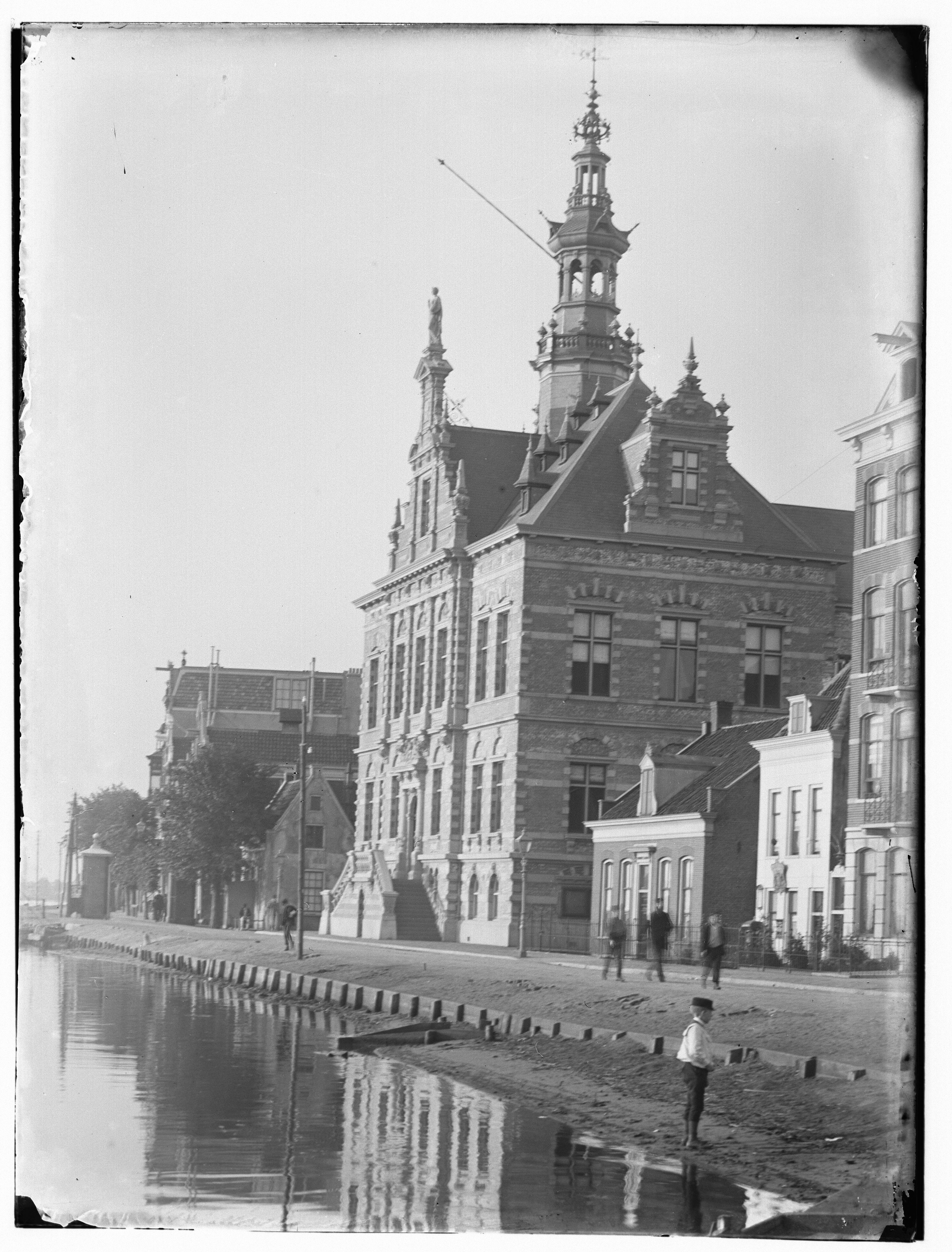
Het juist voltooide Raadhuis van Nieuwer-Amstel aan de Amsteldijk in Amsterdam; 1892.

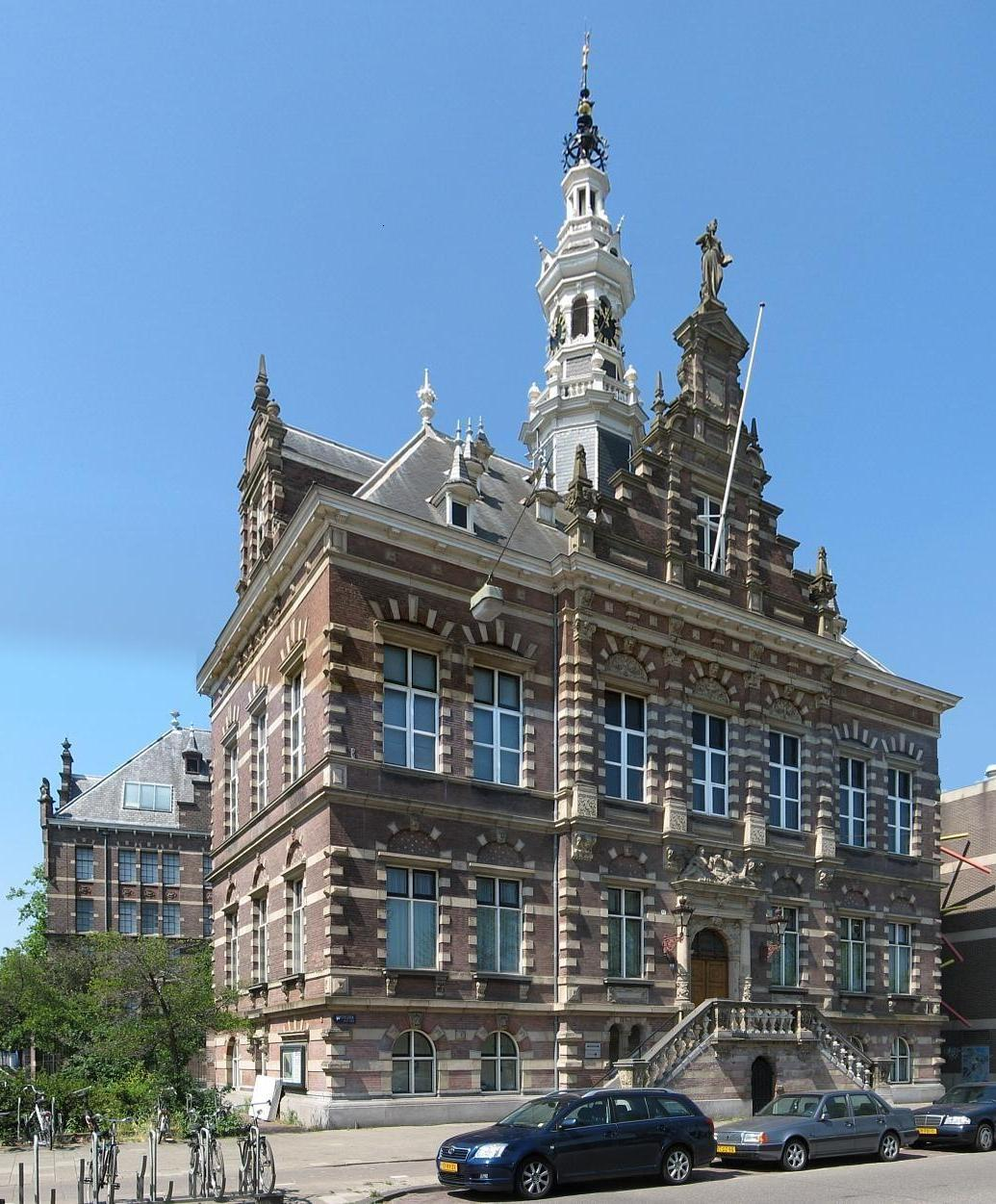
Het voormalige Raadhuis van Nieuwer-Amstel aan de Amsteldijk in Amsterdam.

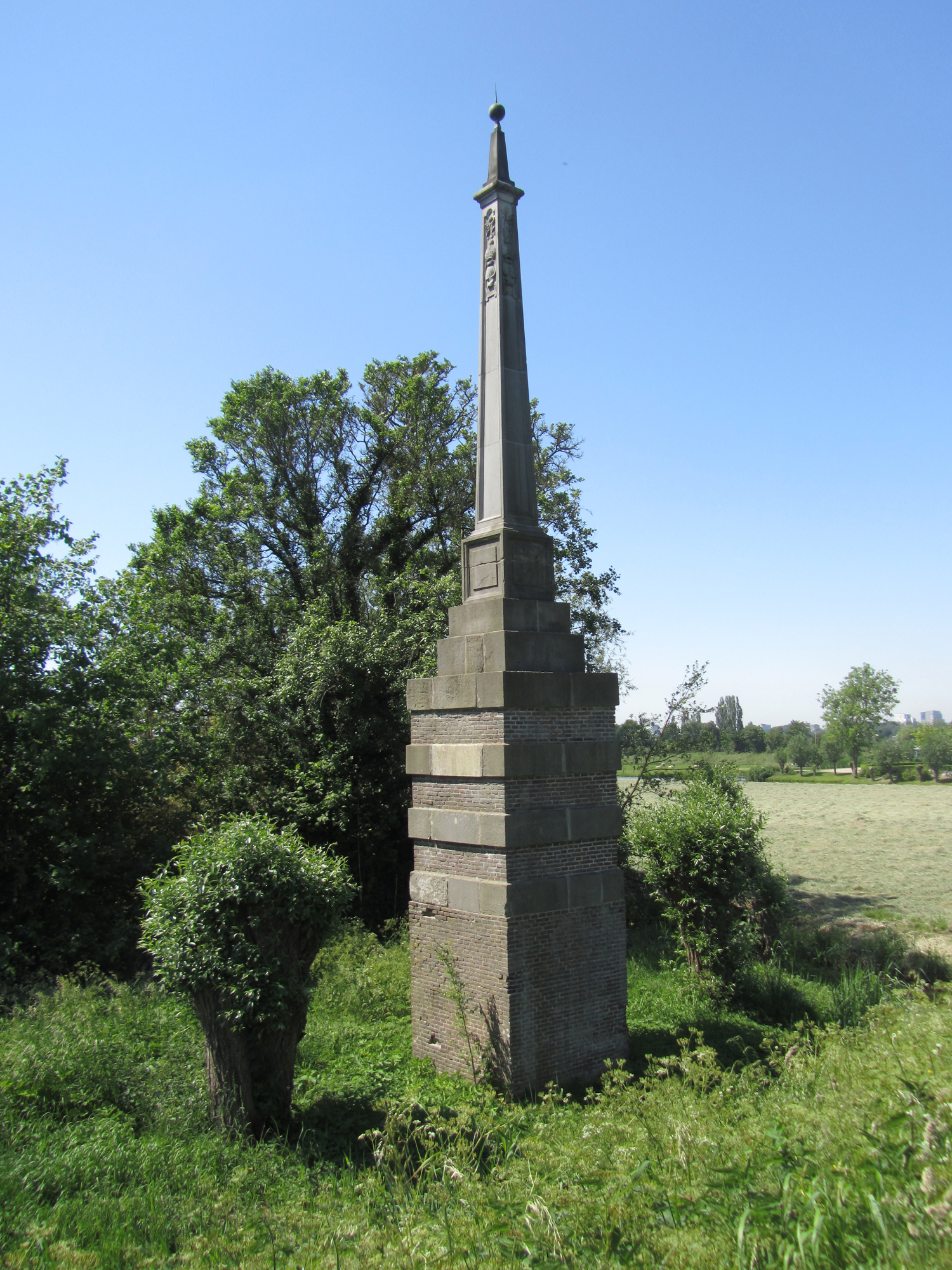
Banpaal aan de Amsteldijk.

Nieuwer-Amstel is de voormalige naam van de gemeente Amstelveen die in het noorden grenst aan de zuidkant van Amsterdam. De gemeente Nieuwer-Amstel werd in 1795 gevormd op het gebied van de ambachtsheerlijkheid van Amstelveen en Nieuwer-Amstel. Ten tijde van de Franse bezetting tussen 1810 en 1814 was het de hoofdplaats van een kanton in het Franse Zuiderzeedepartement. De gemeente werd in 1877, 1896 en 1921 deels door Amsterdam geannexeerd. In 1964 werd de naam gewijzigd in Amstelveen, naar de toen belangrijkste plaats in de gemeente.

## Geschiedenis
Het Amstelland werd in de 11e en 12e eeuw in cultuur gebracht. Opdrachtgever was de bisschop van Utrecht. In 1296 kwam het Amstelland aan de graaf van Holland. In de 13e eeuw werd het gebied opgedeeld in Ouder-Amstel (ten oosten van de Amstel) en Nieuwer-Amstel (ten westen van de rivier). In dit gebied ontstond vanaf halverwege de 13e eeuw in het noorden een kleine nederzetting die later zou uitgroeien tot de grote stad Amsterdam. Amstelveen ontstond als een dorp in het turfwinningsgebied ten westen van de Amstel. Verder behoorden ook de dorpen Bovenkerk, Nes aan de Amstel en het op de linker Amsteloever liggende deel van Ouderkerk aan den Amstel tot Nieuwer-Amstel.
Een klein gedeelte van de gemeente lag als een smalle uitstulping in de Overamstelpolder op de rechter Amsteloever, in het noordoosten tussen de gemeente Watergraafsmeer en de huidige Grensstraat. Dit gebied kreeg Nieuwer Amstel in 1663 in ruil voor de overgang van Oetewaal naar Amsterdam.
In het noordwesten van de gemeente lag een tussen de  gemeenten Sloten en Amsterdam ingeklemde buurtschap, waaruit de huidige Bellamybuurt is voortgekomen. Langs de Overtoomse Vaart was ook een concentratie bebouwing, met bij de Overtoomse Sluis de Dubbele Buurt. In het uiterste noordwesten lag tussen de Kostverlorenvaart en Amsterdam een smalle uitstulping dat plaats bood aan industrie, voornamelijk zaagmolens.  
Langs de Boerenwetering en in de strook ten zuiden van de gemeentegrens van Amsterdam ontwikkelde zich in de 18e en 19e eeuw ook een dichte bebouwing, naast tuinderijen waren hier ook veel uitspanningen en kleine bedrijven te vinden. Aan het einde van de 19e eeuw was hier de grootste concentratie bewoners van de gemeente te vinden. In 1896 werd dit gebied bij Amsterdam gevoegd.
In het westen was er een gemeentegrens met de gemeente Sloten langs de Kostverlorenvaart. In het zuiden en zuidwesten grensde de gemeente aan de gemeenten Aalsmeer en Uithoorn en in het oosten aan de gemeente Ouder-Amstel en de provincie Utrecht. De Boerenwetering doorsneed het noordelijk deel van het grondgebied van Nieuwer-Amstel.

### Turfwinning
Naast veeteelt en visserij was de turfwinning eeuwenlang een belangrijke inkomstenbron voor veel inwoners van Nieuwer-Amstel. In de omgeving van de Legmeerplassen werd al in de 14e eeuw turf gestoken. Via onder andere de Boerenwetering werd deze brandstof naar Amsterdam getransporteerd. Aanvankelijk werd vooral in drassig land dat ongeschikt was (geworden) voor agrarische doeleinden turf gewonnen. Na de uitvinding van de baggerbeugel omstreeks 1530, een soort schepnet met een scherpe metalen beugel aan een lange steel, kon ook onder water turf worden gestoken waardoor een grotere opbrengst kon worden gemaakt. Met de groei van de steden waardoor er meer vraag kwam groeide het belang van de turfwinning.
In 1505 werd op verzoek van de stad Amsterdam door landsheer Filips de Schone bepaald dat de turfstekers ruim vijf kilometer van de stad moesten blijven, zodat er geen grote veenplassen vlak bij de stad zouden ontstaan, die bij storm de stad konden bedreigen. Ook een brede strook langs de oever van de Amstel mocht niet worden vergraven om te voorkomen dat het water uit de rivier het land zou overstromen. In de omgeving van Nes aan de Amstel is nog goed zichtbaar dat er langs de Amsteldijk een strook hoger gelegen land is.
Successievelijk werden de Bovenkerkerpolder (18e eeuw), de Middelpolder (19e eeuw), de Noorder Legmeerpolder (tot de 19e eeuw), de Rietwijkeroorder polder (20e eeuw) en de Buitendijkse Buitenvelderse polder (20e eeuw) uitgeveend tot veenplassen. De meeste veenplassen werden vervolgens met poldermolens of stoomgemalen leeggepompt waardoor laaggelegen droogmakerijen ontstonden. Alleen de Amstelveense Poel bleef als veenplas bestaan. Met het beëindigen van de vervening van de Buitendijkse Buitenvelderse polder eindigde in 1925 de turfwinning doordat er steeds minder vraag kwam naar turf als brandstof. In het oude dorp Amstelveen herinnert het beeldje van de 'Turftrapster' aan werk dat eeuwenlang veel werk verschafte binnen deze gemeente.
De huidige omvang van de gemeente Amstelveen, waarbinnen de vervening zich afspeelde bedraagt 4.238 hectare. Hiervan is circa 3.625 verveend, zodat slechts ruim 600 hectare niet verveend is.

### Van ambachtsheerlijkheid naar gemeente
Sinds 1399 was het ambacht Nieuwer-Amstel door hertog Albrecht van Beieren, graaf van Holland, Zeeland en Henegouwen in erfleen uitgegeven, waardoor als het ware een stuk overheidsgezag in particuliere handen kwam. Het ambacht werd een ambachtsheerlijkheid en de leenman werd ambachtsheer. In 1529 verkocht jonker Reinoud III van Brederode zijn leengoed de ambachtsheerlijkheid van Amstelveen en Nieuwer-Amstel aan Amsterdam, dat er nu dus de baas was. Sinds 1520 bestaat er naast het ambacht Nieuwer-Amstel ook een heemraadschap Nieuwer-Amstel dat het beheer van de dijken onder zijn hoede krijgt. Dit is noodzakelijk om de toenemende druk van het water te weerstaan.
Op 27 september 1525 richtte Keizer Karel V het Hoogheemraadschap Amstelland op. De belangrijkste taak van het Hoogheemraadschap was het boezembeheer. Dit bestond uit het controleren van de waterkerende ring rond het gebied, inclusief de afvoer van het overtollige water. Later ontstonden nog eens zes lokale waterschappen of polders. Tegenwoordig maakt dit deel uit van het Waterschap Amstel, Gooi en Vecht (AGV).
In de 17e en 18e eeuw trokken welgestelde Amsterdammers naar het gebied, op zoek naar rust en ruimte, met name langs de Amstel verrezen diverse buitenhuizen. Met de komst van de Franse tijd in 1795 werd Nieuwer-Amstel een zelfstandige gemeente en had Amsterdam hier geen zeggenschap meer.

## Annexaties
Met de uitbreidingen van Amsterdam werd het grondgebied van Nieuwer-Amstel telkens verkleind. Met de aanleg van de Grachtengordel in de 17e eeuw werd de grens een flink stuk in zuidwestelijke en zuidelijke richting opgeschoven. Sinds de aanleg van de vierde uitleg in de tweede helft van de 17e eeuw is het grondgebied van Amsterdam lange tijd niet meer uitgebreid. De grens die in 1664 was vastgesteld bleef grotendeels ruim twee eeuwen bestaan. In 1821 vond bij Koninklijk Besluit een nieuwe vaststelling van de gemeentegrens plaats, die niet meer consequent de voormalige 100-gaardegrens volgde. De stadsgrens kwam globaal te liggen langs de huidige Zeeburgerdijk, Vrolikstraat en verder ten zuiden van de huidige Ceintuurbaanring dwars door het Vondelpark naar de Tollensstraat. Op 30 november 1838 volgde een correctie door de invoering van de kadastrale delimitatie, waarbij delen weer naar Nieuwer-Amstel teruggingen.
Een klein deel van de gemeente lag op de rechter Amsteloever. Dit was een smalle uitstulping ten zuiden van de Amsterdamse Grensstraat (de naam verwees naar de gemeentegrens), en ten noorden van de gemeente Watergraafsmeer. Om van de linker op de rechter Amsteloever te komen kon men gebruikmaken van een veerpontje even ten zuiden van de Verversstraat (thans Tolstraat) naar de Grensstraat. Een alternatief was de Hoge Sluis even ten noorden van de gemeentegrens op Amsterdamse grondgebied.
In 1854 werd de gemeente Nieuwer-Amstel vergroot doordat de gemeente Rietwijkeroord eraan werd toegevoegd. Dit ambacht was erg klein, het telde in 1822 slechts 64 inwoners en het grondgebied besloeg 333 hectare. Tegenwoordig ligt het Amsterdamse Bos op het grondgebied van het vroegere Rietwijkeroord.
In de loop van de 19e eeuw begon het aantal inwoners in het noordelijke deel van Nieuwer-Amstel sterk te groeien. Dit gebied lag net buiten de grens van Amsterdam en werd steeds aantrekkelijker voor bewoners en bedrijven om zich te vestigen. Amsterdam zag dit met lede ogen aan. De groei leidde er ook toe dat het gemeentehuis van Nieuwer-Amstel vanaf 1824 in dit deel was gevestigd in de Bergenvaarderskamer aan de Amsteldijk.
Vanaf 1860 verdubbelde in enkele decennia het aantal inwoners in Amsterdam waarbij schrijnende woontoestanden in de binnenstad en malafide bouwpraktijken ontstonden. Het aantal liberalen in de gemeenteraad halveerde in zes jaar tijd (1887-1893), mede als gevolg van een pas gewijzigd kiesrechtstelsel.
Een meerderheid in de raad gaf nu voorkeur aan grotere invloed op de op handen zijnde stadsuitbreiding door Amsterdam, onder leiding van Willem Treub. In 1875 vonden al de eerste gesprekken plaats over wijziging van de grens met Nieuwer-Amstel. In 1877 kwam Amsterdam met een plan om een groot deel van het noordelijk deel van Nieuwer-Amstel te annexeren. De grens zou gaan lopen ongeveer langs het nog aan te leggen Amstelkanaal, dat de Amstel met de Schinkel zou moeten gaan verbinden. De gemeente Nieuwer-Amstel verzette zich hevig tegen het mogelijke verlies van het drukstbevolkte deel van zijn grondgebied. Uiteindelijk werd toen alleen het noordelijkste stuk rond de Zaagmolensloot en de smalle uitstulping ten oosten van de Kostverlorenvaart geannexeerd. 
In 1880 kwam er een eerste wetsontwerp voor de gebiedsuitbreiding van Amsterdam, dit werd echter na vele discussies in 1882 weer ingetrokken. In 1884 kwam er een tweede wetsvoorstel, dit werd na weer vele discussies in 1886 ingetrokken, maar Amsterdam bleef aandringen op gebiedsuitbreiding, niet alleen ten koste van Nieuwer-Amstel, maar ook van andere randgemeenten.
Ondertussen gaf burgemeester Alexander Boers van de gemeente Nieuwer-Amstel opdracht tot de aanleg van de een verbindingsstraat, net langs de gemeentegrens tussen verschillende delen van de gemeente, die in 1890 naar hem vernoemd werd. Ook verscheen in 1894 de HBS aan wat nu het Roelof Hartplein heet en de brandweerkazerne op de hoek van de Van Baerlestraat, schuin tegenover het in 1888 gebouwde Concertgebouw dat toen nog in Nieuwer-Amstel stond.
Aan de Amsteldijk, nabij de toenmalige Verversstraat (nu de Amsterdamse Tolstraat) en het tolhek dat de grens met Amsterdam markeerde, werd tussen 1889 en 1892 een nieuw gemeentehuis gebouwd ter vervanging van het oude raadhuis (Bergenvaarderskamer) dat ook aan de Amsteldijk stond. Dit raadhuis werd met opzet aan de uiterste buitengrens van haar grondgebied, tegen de grens met Amsterdam, gebouwd uit verzet tegen de door de gemeente Amsterdam gewenste gebiedsuitbreiding ten koste van Nieuwer-Amstel. Ook reorganiseerde de gemeente op vooruitstrevende wijze de brandweer.
Het derde wetsvoorstel tot grenswijziging kwam er in 1894 en was nog ingrijpender, de grens tussen Amsterdam en Nieuwer-Amstel zou nu komen te liggen ter hoogte van halfweg 't Kalfje', dat is ongeveer bij de huidige President Kennedylaan en meer westelijk ongeveer bij de Ringweg Zuid tot aan de Amstelveenseweg. Uiteindelijk werd deze wet aangenomen en was de annexatie op 1 mei 1896 een feit.
Uiteindelijk annexeerde de gemeente Amsterdam in twee stappen het gehele noordelijke (en dichtstbevolkte) deel van de gemeente. De eerste stap was in 1896, hierbij verloor de gemeente veel inwoners. Op 31 december 1895 had de gemeente Nieuwer-Amstel 34.332 inwoners en precies een jaar later waren er slechts 5.468 inwoners over.
Het raadhuis, dat slechts vier jaar door de gemeente was gebruikt, aan de Amsteldijk 67 werd Amsterdams bezit en in 1914 werd hier het Amsterdamse Gemeentearchief gehuisvest, waar het tot 2007 bleef gevestigd. Het gemeentebestuur van Nieuwer-Amstel vertrok noodgedwongen naar een nieuw klein raadhuis aan de Dorpsstraat in Amstelveen.
De tweede stap was in 1921 waarbij de gemeentegrens tot de Kalfjeslaan werd verplaatst. Vanaf 1905 was hierop al door Amsterdam aangedrongen. Ook ditmaal mocht het verzet van de gemeente Nieuwer-Amstel tegen de annexatie niet baten. Nieuwer-Amstel verloor nu 1.390 inwoners en behield toen nog 7.032 inwoners. De gemeente werd gereduceerd tot het oude dorp Amstelveen en omgeving. Haar aantrekkingskracht voor welgestelde Amsterdammers bleef echter bestaan. Dit is zichtbaar in de met name vanaf 1930 aangelegde aantrekkelijke woonwijken in het noordwesten van de gemeente. Met name aan deze wijken ontleent Amstelveen nog altijd een reputatie als woonplaats voor welgestelden.
Na de Tweede Wereldoorlog werd Amstelveen overloopgemeente en bovendien officieel een van de woongemeenten van Schiphol. Uitbreidingswijken werden in snel tempo uit de grond gestampt; in de jaren zestig was Amstelveen enige tijd de snelst groeiende stad van Nederland. Woonkwaliteit en groenvoorziening werden hierbij echter niet uit het oog verloren. Vanaf 1964 werd de naam van het inmiddels tot voorstad uitgegroeide dorp aan de gemeente gegeven.

## Foto's rond het oude dorp

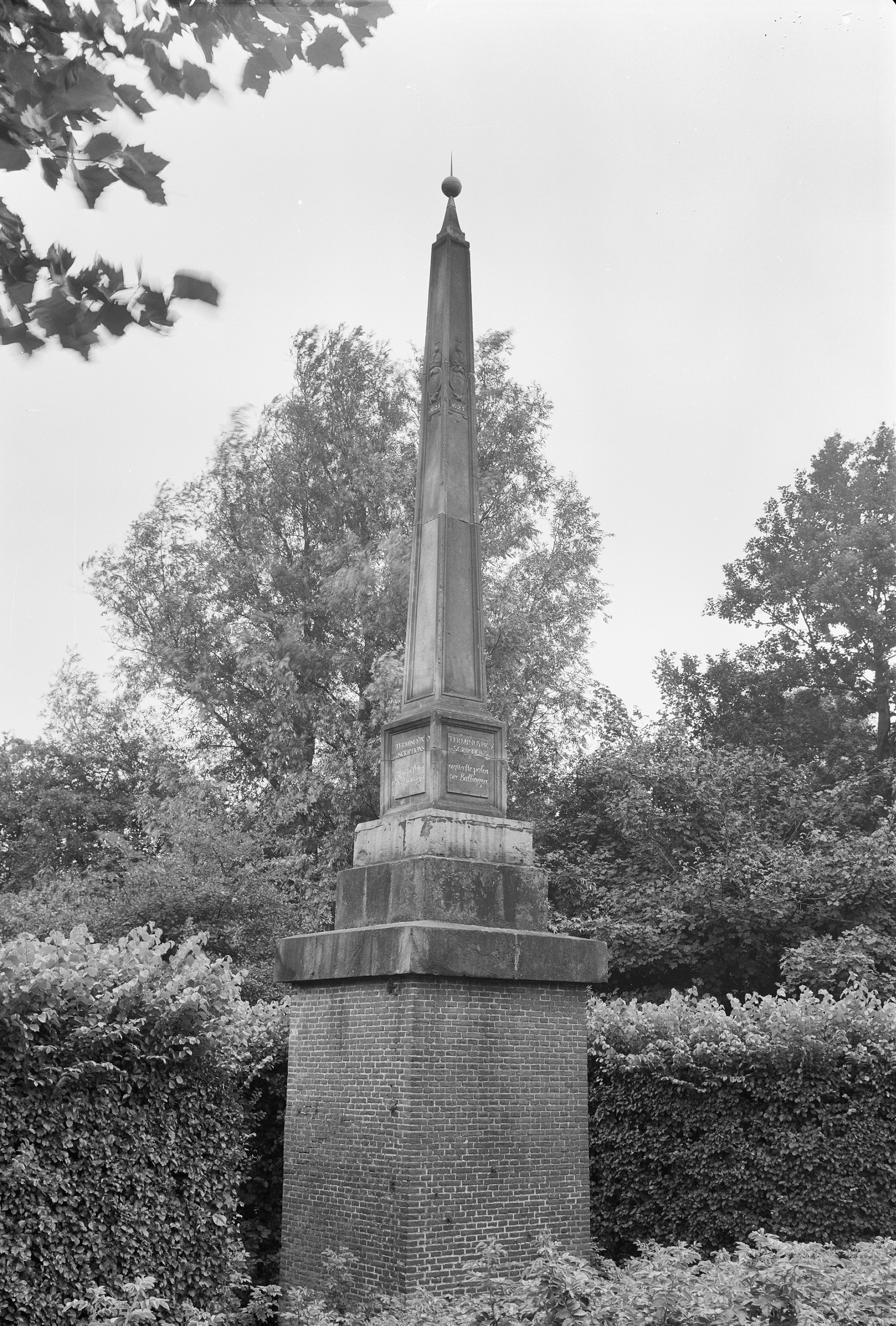
Grenspaal / Banpaal op gemetselde sokkel aan de Amsterdamseweg.
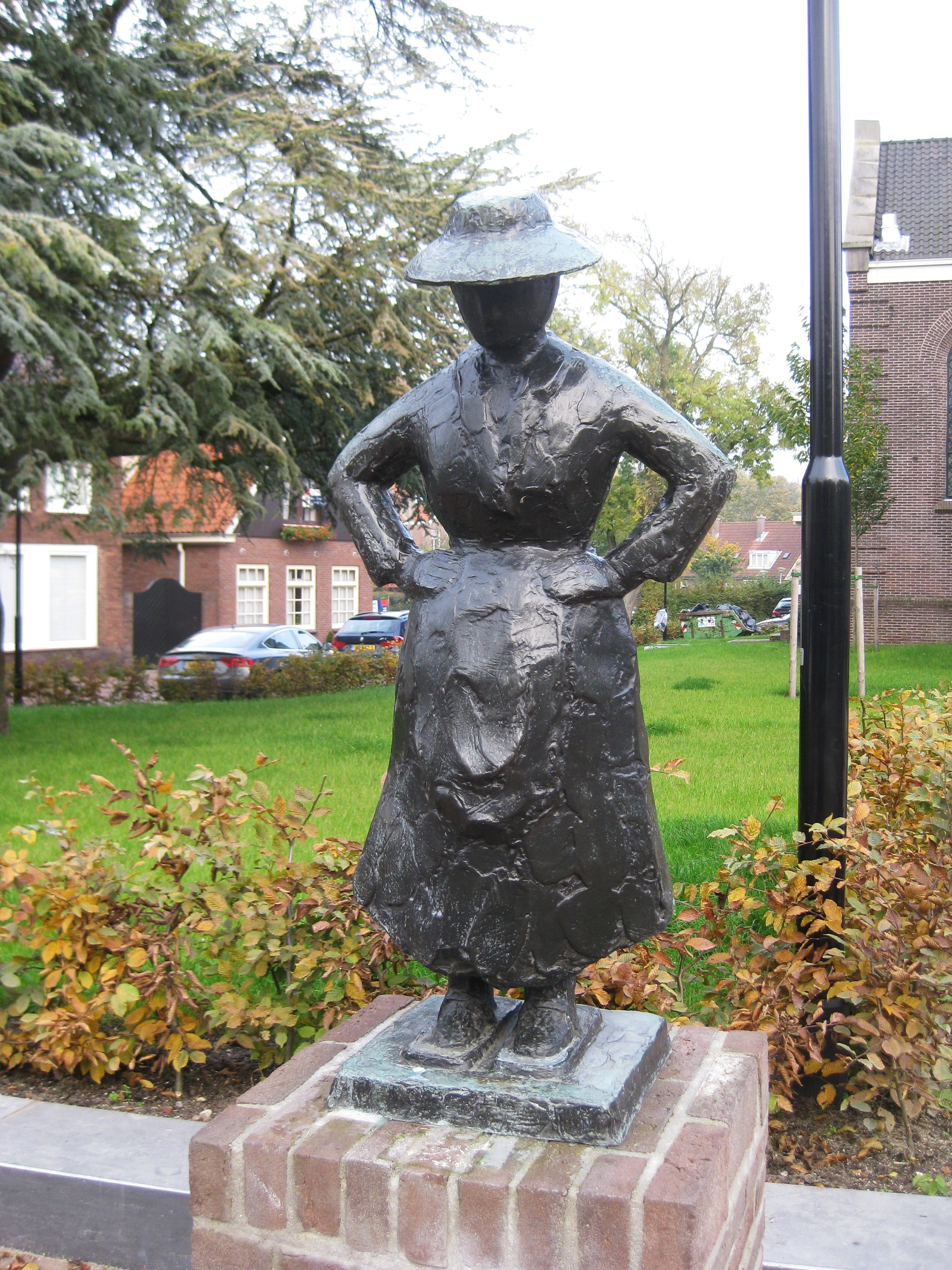
Beeldje van de Turftrapster in het oude dorp. Dit herinnert aan de vroegere turfwinning in Amstelveen, waarbij de turf werd getrapt.
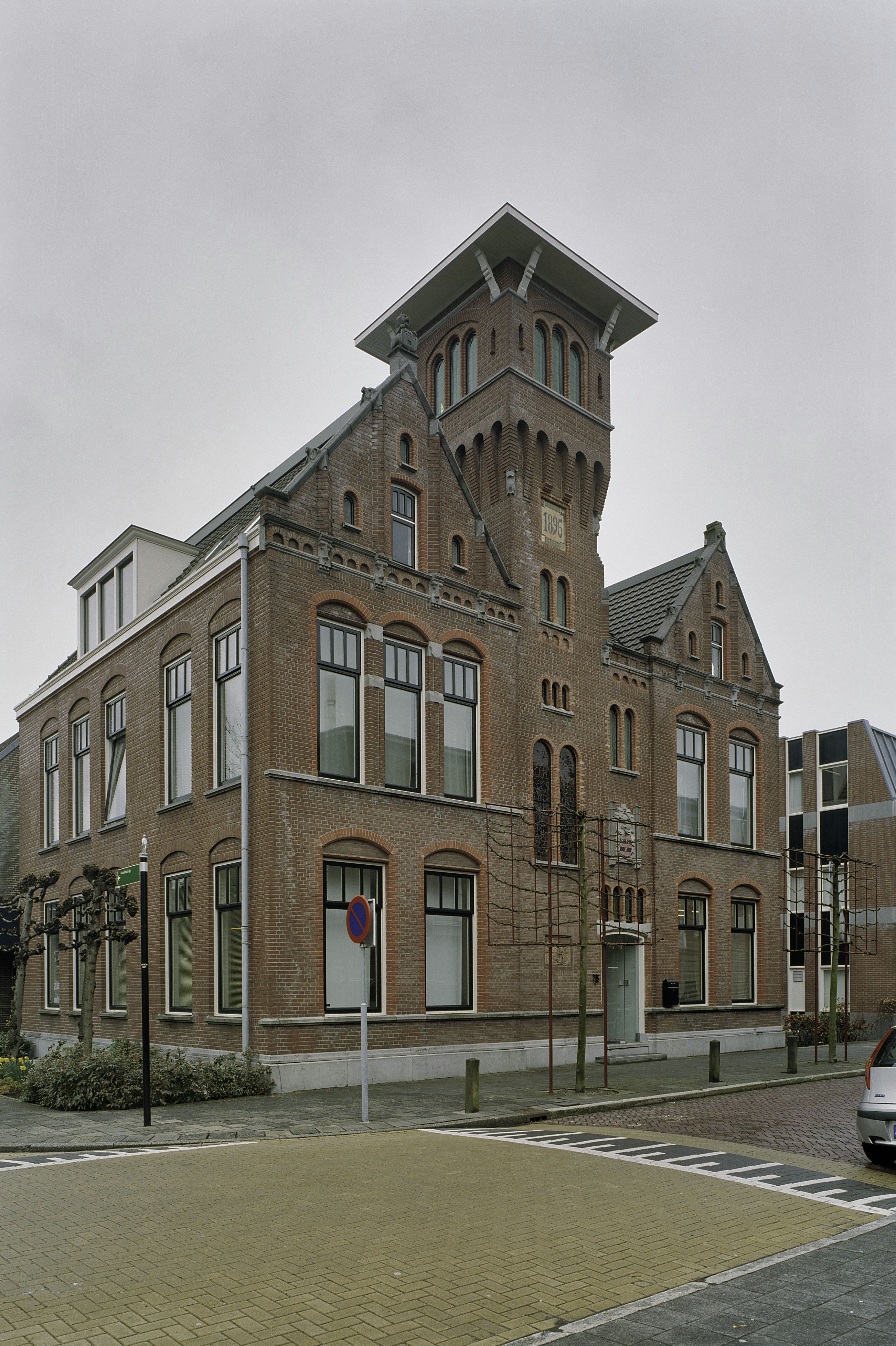
Raadhuis van Amstelveen uit 1896 aan de Dorpsstraat. Dit werd gebouwd nadat het raadhuis aan de Amsteldijk moest worden verlaten.

## Zie verder
- Amstelveen
- Ambachtsheerlijkheid van Amstelveen en Nieuwer-Amstel
- Lijst van burgemeesters van Nieuwer-Amstel

Buiksloot ·
Diemen ·  
Haarlemmerliede · 
Landsmeer ·
Nieuwendam ·
Nieuwer-Amstel ·
Oostzaan ·
Ouder Amstel ·
Ransdorp ·
Sloten ·
Watergraafsmeer ·
Weesp ·
Weesperkarspel ·
Westzaan ·
Zaandam
 Abberdaan · Admiralenbuurt · Amstel III · Amsteldorp · Amstelkwartier · Andreas Ensemble · Apollobuurt · ArenAPoort · Bajeskwartier · Banne Buiksloot · Bedrijventerrein Sloterdijk · Bellamybuurt · Betondorp · Bijlmer · Binnenstad · Bloemenbuurt · Borgerbuurt · Borneo · Bos en Lommer · Buiksloot · Buiksloterham · Buikslotermeer · Buiteneiland · Buitenveldert · Bullewijk · Burgwallen Oude Zijde · Burgwallen Nieuwe Zijde · Centrum Amsterdam Noord · Centrumeiland · Chassébuurt · Chinatown · Cremerbuurt (Amsterdam) · Cruquius · Czaar Peterbuurt · Da Costabuurt · Dapperbuurt · De Aker · De Baarsjes · De Bongerd · De Eendracht · De Heining · De Krommert · De 9 Straatjes · De Omval · De Pijp · Diamantbuurt · Driemond · Disteldorp · Dubbele Buurt · Duivelseiland · Duvelshoek · Elzenhagen · Erasmusparkbuurt · Floradorp · Frederik Hendrikbuurt · Funenpark · Gaasperdam · Gein · Geuzenveld · Gibraltarbuurt · Gouden Reael · Gulden Winckelbuurt · Grachtengordel · Haarlemmerbuurt · Hallenkwartier · Haven-Stad · Haveneiland · Havenstraatterrein · Helmersbuurt · Het Funen · Holendrecht · Hoofddorppleinbuurt · Houthaven · IJ-oevers · IJburg · IJdock · IJplein · Indische Buurt · Jan Maijenbuurt · Java-eiland · Jeruzalem · Jeugdland ·Jodenbuurt · Jordaan · Julianapark · Kadijken · Kadoelen · Kattenburg · Kinkerbuurt · KNSM-eiland · Kolenkitbuurt · Kop van Jut · Van der Kunbuurt · Laan van Spartaan · Landlust · Landstrekenbuurt · Lastage · Leidsebuurt · Lutkemeer · Marathonbuurt · Marineterrein · Marken · Marktkwartier · Medisch Centrum Slotervaart · Mercatorbuurt · Middelveldsche Akerpolder · Molenwijk · Museumkwartier · Nellestein · Nieuw Sloten · Amsterdam Nieuw-West · Nieuwe Pijp · Nieuwendam · Nieuwendammerdijk en Buiksloterdijk · Nieuwendammerham · Nieuwezijde · Nieuwmarkt · Noorderhof · Noordoever Sloterplas · Noordse Bos · Olympisch Kwartier · Omval · Ookmeer · Oostelijk Havengebied · Oostelijke Eilanden · Oostelijke Handelskade · Oostenburg · Oosterdokseiland · Oosterparkbuurt · Oostoever Sloterplas · Oostpoort · Oostzanerwerf · Osdorp · Oud Osdorp · Oud-Oost · Oud-West · Oud-Zuid · Oude Pijp · Oudezijde · Overamstel · Overhoeks · Overtoombuurt · Overtoomse Buurt · Overtoomse Veld · Park Haagseweg · Park de Meer · Plan van Gool · Plan West · Plan Zuid · Planciusbuurt · Plantagebuurt · Postjesbuurt · Prinses Irenebuurt · Rapenburg · Reigersbos · Riekerpolder · Rieteilanden · Rietlanden · Rivierenbuurt · Robert Scottbuurt · Roeterseiland · Ruigoord · Schinkel (bedrijventerrein) · Schinkelbuurt · Science Park · Sloten · Sloterdijk · Sloterdijk-Centrum · Slotermeer · Slotervaart · Sluisbuurt · Spaarndammerbuurt · Spieringhorn · Sporenburg · Sportheldenbuurt · Staatsliedenbuurt · Stadionbuurt · Steigereiland · Strandeiland · Teleport · Transvaalbuurt · Trompbuurt · Tuindorp Buiksloot · Tuindorp Buiksloterham · Tuindorp Nieuwendam · Tuindorp Oostzaan · Tuttifruttidorp · Van Tijenbuurt · Uilenburg · Universiteitskwartier · Valkenburg · Van der Kunbuurt · Van der Pekbuurt · Van Lennepbuurt · Venserpolder · Vlooienburg · Vogelbuurt · Vogeldorp · Vogeltjeswei · Volewijck · Vondelparkbuurt · Vrije Geer · Waalseiland · Watergraafsmeer · Waterlandpleinbuurt · Waterwijk · Weesp · Weesperbuurt · Weespertrekvaartbuurt · Weesperzijde · Westelijke Eilanden · Westelijke Tuinsteden · Westerdokseiland · Westerpark · Westpoort · Willemspark · Wittenburg · Zeeburg · Zeeburgereiland · Zeeheldenbuurt · Zuidas · Zuideramstel